# Eurycentrum fragrans
Eurycentrum fragrans är en orkidéart som beskrevs av Rudolf Schlechter. Eurycentrum fragrans ingår i släktet Eurycentrum och familjen orkidéer. Inga underarter finns listade i Catalogue of Life.